# 비슈호로드

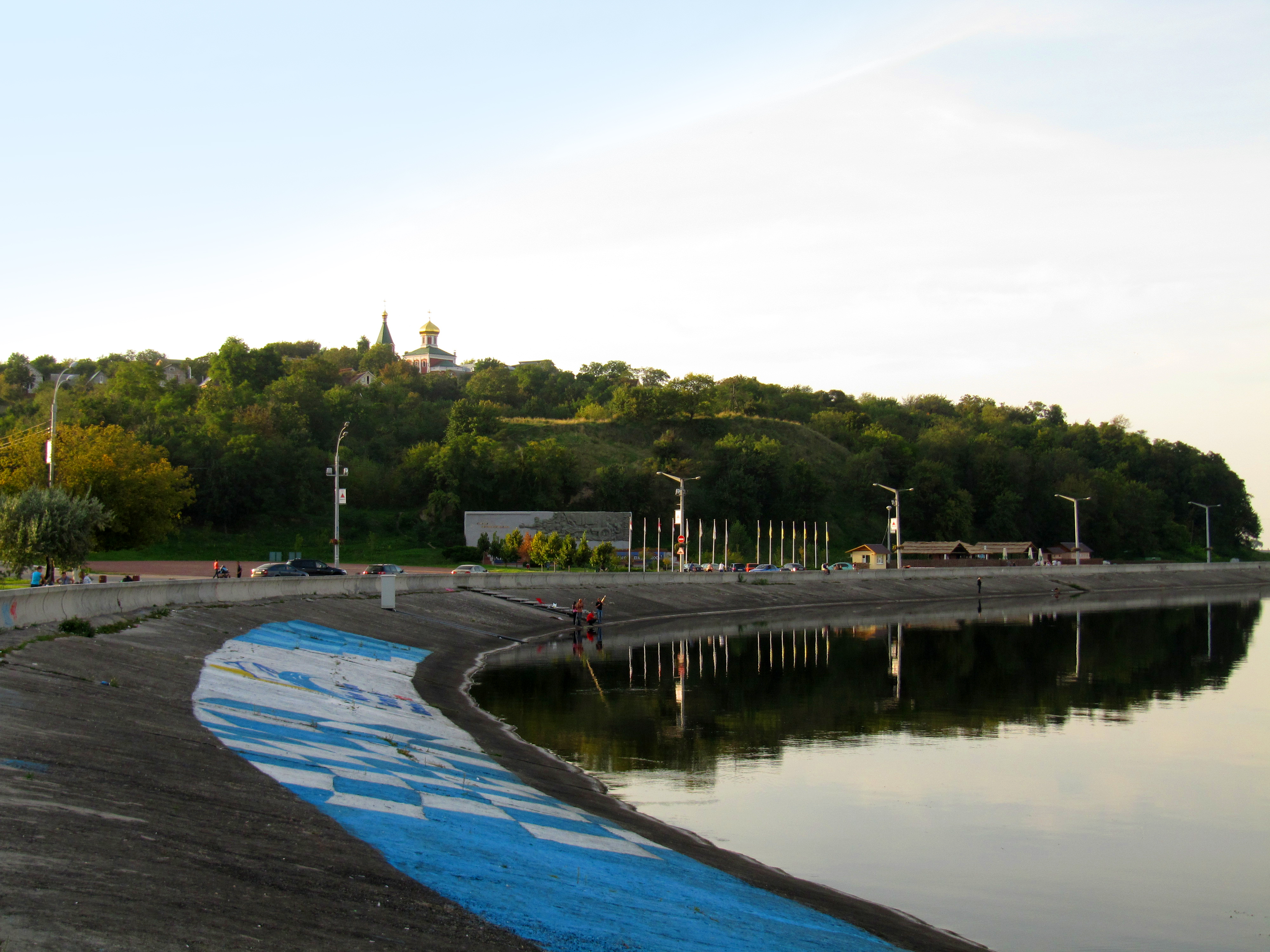
비슈호로드

비슈호로드(우크라이나어: Вишгород)는 우크라이나 중부 키이우주의 도시로 면적은 8.7km2, 인구는 22,933명(2001년 기준), 인구 밀도는 2,635명/km2이다. 우크라이나의 수도인 키예프의 북쪽 교외에 위치하며 드네프르강 상류, 드네프르 강 우안과 접한다.
946년 키예프 대공국의 올가 대공비가 거주하면서 처음 등장했다. 1240년 몽골 제국의 침공으로 인해 파괴되면서 1523년 문헌에 다시 등장할 때까지 한동안 등장하지 않았다. 1968년 수력 발전소가 건설되면서 도시 지위를 부여받았다.

시기
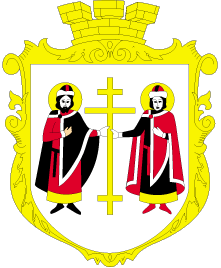
시 문장